# TT348
TT348 (Theban Tomb 348) è la sigla che identifica una delle Tombe dei Nobili ubicate nell'area della cosiddetta Necropoli Tebana, sulla sponda occidentale del Nilo dinanzi alla città di Luxor, in Egitto. Destinata a sepolture di nobili e funzionari connessi alle case regnanti, specie del Nuovo Regno, l'area venne sfruttata, come necropoli, fin dall'Antico Regno e, successivamente, sino al periodo Saitico (con la XXVI dinastia) e Tolemaico.

## Titolare
TT348 era la tomba di:
| Titolare                                  | Titolo | Necropoli           | Dinastia/Periodo              | Note |
| ----------------------------------------- | --- | ------------------- | ----------------------------- | ---- |
| sconosciuto, poi usurpata da Na'amutnakht | sconosciuto: Capo degli amministratori, Amico Unico; Na'amutnakht: Apritore delle porte nella casa d'oro di Amon | Sheikh Abd el-Qurna | XVIII dinastia; XXII dinastia |      |

## Biografia
Dello sconosciuto titolare, risalente alla XVIII dinastia, è noto il nome della moglie: Di'Ankh; di Na'amutnakht, che usurpò la tomba durante la XXII dinastia, sono noti i nomi dei genitori, Nezem il padre, che recava lo stesso titolo di Apritore delle porte nella casa d'oro di Amon, e Suru (?), la madre.

## La tomba
TT348 si presenta con una sala trasversale e una breve sala longitudinale con planimetria a "T" rovesciata tipica delle sepolture della XVIII dinastia. Nel cortile di accesso alla tomba (1 in planimetria) scena che rappresenta il titolare originale con la moglie (?) nell'atto di ricevere regali per la Festa del Nuovo Anno; nel corridoio di accesso alla sala trasversale (2), due figli (di cui non sono leggibili i nomi) porgono offerte all'usurpatore Na'amutnakht al cui fianco si trova la madre. Sul lato corto a ovest una stele illeggibile come non rilevabili sono quattro statue sul fondo della sala longitudinale.

### Annotazioni
1. ↑  La numerazione dei locali e delle pareti segue quella di Porter e Moss 1927, p. 400.
2. ↑  La prima numerazione delle tombe, dalla numero 1 alla 252, risale al 1913 con l'edizione del "Topographical Catalogue of the Private Tombs of Thebes" di Alan Gardiner e Arthur Weigall. Le tombe erano numerate in ordine di scoperta e non geografico; ugualmente in ordine cronologico di scoperta sono le tombe dalla 253 in poi.
3. ↑  I campi della Duat, ovvero l'aldilà egizio, si trovavano, secondo le credenze, proprio sulla riva occidentale del grande fiume.
4. ↑  Nella sua epoca di utilizzo, l'area era nota come "Quella di fronte al suo Signore" (con riferimento alla riva orientale, dove si trovavano le strutture dei Palazzi di residenza dei re e i templi dei principali dei) o, più semplicemente, "Occidente di Tebe".
5. ↑  le Tombe dei Nobili, benché raggruppate in un'unica area, sono di fatto distribuite su più necropoli distinte.
6. ↑  Le note, sovente di inquadramento topografico della tomba, sono tratte, fino alla TT252, dal "Topographical Catalogue" di Gardiner e Weigall, ed. 1913 e fanno perciò riferimento alla situazione dell'epoca.

### Fonti
1. ↑  Gardiner e Weigall 1913.
2. ↑  Donadoni 1999,  p. 115.
3. 1 2  Porter e Moss 1927, p. 415.
4. ↑  Porter e Moss 1927,  p. 415.